# Короткий фильм о любви
«Коро́ткий фильм о любви́» (пол. Krótki film o miłości) — кинофильм польского режиссёра Кшиштофа Кесьлёвского, снятый по совместному с Кшиштофом Песевичем сценарию в 1988 году. Фильм представляет собой расширенную полнометражную версию серии «Декалог 6» из десятисерийного телецикла «Декалог».

## Сюжет
Девятнадцатилетний Томек (Олаф Любашенко) живёт с матерью своего друга в варшавской квартире. Не учится, работает на почте. Детство провёл в детском доме. Девушки до событий, описанных в фильме, у него не было. В свободное время, на протяжении года, он подглядывает за живущей напротив опытной, постоянно водящей к себе любовников, женщиной по имени Магда (Гражина Шаполовска). Молодой человек чрезвычайно заинтересован бытом соседки, влюбляется в неё, но поначалу не раскрывает своих чувств. Желая почаще видеться с незнакомкой, отсылает ей фальшивые извещения о денежном переводе, анонимно вызывает в её квартиру газовую службу, устраивается на работу молочником, чтобы видеть Магду по утрам, звонит ей по телефону и молчит в трубку.
После очередного визита Магды на почту Томек догоняет её, разозлившуюся фальшивыми извещениями, и признаётся в своих действиях, но та изначально отвергает парня. Её приятель бьёт парня во дворе. Впрочем, впоследствии Магда отвечает взаимностью и соглашается на визит с Томеком в кафе. После кафе Магда и Томек приходят к ней домой. Однако у Томека слишком быстро, всего после одного прикосновения до тела Магды, происходит эякуляция. Магда говорит Томеку, что это и есть любовь. Оскорбленный этим, он убегает домой, где вскрывает вены. Попадает в больницу.
Узнав о случившемся с Томеком, Магда начинает искать почти незнакомого молодого человека, и, найдя, звонит ему по телефону, но ничего не может сказать. Магда ждёт возвращения Томека из больницы.

## Критика
Кшиштоф Кеслёвский о фильме:

Мы видим мир с точки зрения человека любящего. Сначала это точка зрения Томека, влюбленного в Магду. О ней нам ничего не известно: мы видим лишь то, что может увидеть он. Кроме того, мы видим его собственную жизнь. Затем перспектива полностью меняется. Когда наконец в Магде просыпается какое-то чувство, мальчик исчезает — он оказывается в больнице. И теперь мы видим её жизнь и смотрим на мир её глазами…
В фильме присутствует «сказочное», по словам режиссёра, завершение, говорящее, что всё ещё возможно.
Согласно статистическому веб-ресурсу Rotten Tomatoes, фильм положительно оценило 100 % из высказавшихся в 13 рецензиях именитых кинокритиков и 93 % положительных оценок на основе 5273 пользовательских, непрофессиональных рецензий.

## Актёры
| - Гражина Шаполовская (пол. Grażyna Szapołowska) — Магда - Олаф Любашенко (Olaf Lubaszenko) — Томек - Стефания Ивиньска (Stefania Iwińska) — крёстная - Пётр Махалица (Piotr Machalica) — Роман - Артур Барцись (Artur Barciś) - Станислав Гавлик (Stanisław Gawlik) — почтальон - Томаш Градовский (Tomasz Gradowski) - Рафаль Имбро (Rafal Imbro) — любовник Магды | - Ян Пехоциньский (Jan Piechociński) — любовник Магды - Кшиштоф Коперский (Krzysztof Koperski) - Ханна Хойнацка (Hanna Chojnacka) — Мирослава - Ярослава Михалевска (Jaroslawa Michalewska) - Малгожата Рожнятовска (Małgorzata Rożniatowska) — заведующая почтой - Анна Горностай (Anna Gornostaj) — медсестра - Эмилия Жулковска (Emilia Ziólkowska) |

## Премии и награды
- 1988 год — на польском фестивале фильмов (Gdynia Film Festival) — награды за лучшую актрису, лучшего оператора, лучшую актрису второго плана, лучший фильм
- 1988 год — на кинофестивале в Сан-Себастьяне — специальный приз жюри, приз Международной Католической организации в области кино (OCIC Award)
- 1989 год — на Международном кинофестивале в Чикаго — награда за лучшую женскую роль
- 1989 год — на Международном кинофестивале в Сан-Паулу (порт. Mostra Internacional de São Paulo) — приз зрительских симпатий, приз критики
- 1989 год — на Международном кинофестивале в Женеве — награды за лучшего режиссёра, лучшую мужскую роль[7][8][9]